# Сергиенко, Николай Николаевич (футболист)
Никола́й Никола́евич Сергие́нко (род. 30 сентября 1978, Каган, Бухарская область, Узбекская ССР, СССР) — узбекский и российский футболист, полузащитник. Выступал за сборную Узбекистана.

## Карьера

### Клубная
Воспитанник клуба «Локомотив» (Каган), занимался футболом с шести лет, первый тренер — Шамиль Таибович Максумов. С 15-летнего возраста привлекался к матчам основной команды «Локомотива» в первой лиге Узбекистана. В 1997 году перешёл в «Бухару», в её составе провёл три сезона в высшей лиге в качестве основного игрока, забил более 20 голов.
В 2000 году перешёл в ярославский «Шинник», выступавший тогда в первом дивизионе России, рекомендацию ему дали узбекский тренер Геннадий Иванов и бывший игрок «Бухары» и «Шинника» Мухсин Мухамадиев. В «Шиннике» не смог закрепиться в основном составе, сыграл в сезоне 2000 года 16 матчей, в основном выходя на замены, и забил 2 гола. По окончании сезона вернулся в Узбекистан, где провёл ещё полгода в «Бухаре».
С августа 2001 года снова играл в России, в основном в клубах второго дивизиона — «Сибур-Химик» (Дзержинск), «Чкаловец»/«Сибирь» (Новосибирск), «Металлург-Кузбасс» (Новокузнецк), «Амур» (Благовещенск), «Челябинск». В составе «Чкаловца» в 2004 году стал победителем зонального турнира второго дивизиона, затем провёл полтора года в первом дивизионе. В «Амуре» в 2007 году стал лучшим бомбардиром клуба с 11 голами, играя на позиции полузащитника.
Завершил профессиональную карьеру в 2012 году.
Всего за карьеру сыграл 87 матчей и забил 23 гола в высшей лиге Узбекистана; 51 матч и 7 голов в первом дивизионе России, 234 матча и 37 голов во втором дивизионе России. Отличался сильным и точным дальним ударом, умением отдать точный пас, неуступчивостью в единоборствах, несмотря на невысокий рост.

### В сборной
В конце 1990-х годов выступал за молодёжную и олимпийскую сборные Узбекистана.
В национальной сборной Узбекистана сыграл единственный матч 11 июля 1999 года против Малайзии, заменив на 64-й минуте Николая Ширшова.

## Личная жизнь
Отец по профессии шофёр, родился на Кубани, мать родом из Донецкой области. По состоянию на 2000 год родители жили в Узбекистане. Также есть две сестры, Алёна и Галина.
Женился в конце 1999 года, супруга — Елена, есть сын.
Позже развёлся, и вступил в брак в 2018 году на Наталье, родился еще один сын Савелий.
Окончил Барнаульский педагогический университет.
После окончания игровой карьеры живёт в Самаре, участвует в матчах команды ветеранов «Крыльев Советов» и в любительских соревнованиях.

## Достижения
- Победитель зоны «Восток» Второго дивизиона: 2004
- Серебряный призёр зоны «Восток» Второго дивизиона (3): 1998, 2002, 2006